# استقلال (جماعت)
استقلال جماعت و شهرکی در جنوب غربی کشور تاجیکستان است که در ناحیهٔ ناصرخسرو ولایت ختلان قرار دارد. 